# 並河易家
並河易家（生没年不詳），日本戰國時代及安土桃山時代的武將，明智光秀家臣，通稱「兵庫介」、後稱「掃部介」。並河因幡守宗隆之弟。

## 簡歴
並河易家出身丹波國龜岡的豪族，並河城（今京都府龜岡市大井町並河）城主。丹波龜山城城主内藤五郎兵衛忠行的家臣。
天正3年（1575年）6月16日，織田信長命令並河氏協助明智光秀進攻丹波，成為光秀下屬的丹波眾之一。
天正4年（1576年）1月15日，由於丹波的赤鬼赤井直正的計策，以及波多野秀治叛變，致使光秀大敗撤回坂本。此時並河易家與松田太郎左衛門、開田太郎八、荻野左兵衛、波波伯部五郎三郎等人，協助光秀順利逃出丹波。
天正5年（1577年），龜山城主内藤備前守定政去世。光秀與長岡忠興（細川忠興）於同年10月16日開始三天三夜進攻龜山城，此時易家也隨從在側，並針對攻城事宜有所進言。
天正7年（1579年）6月1日，光秀與波多野秀治於神尾山城假裝和議，於席上逮捕波多野家族，易家也在同席逮捕波多野秀尚。同年9月，信長命光秀、細川藤孝父子進攻田邊城（丹後國）的一色義道。此時，易家為明智秀滿隊1,500人之一。同月5日義道戰死，兒子五郎義俊（一色義定）於弓木城籠城抵抗，易家隨軍圍攻。
山崎之戰時，易家為明智軍右翼先陣，與兒子八助共同出陣。並於山之手地區，與堀久太郎（堀秀政）、淺野彈正（淺野長政）父子等激戰，戰友包括妻木忠左衛門、波波伯部權頭、酒井孫左衛門、同與大夫等人。戰後情形不詳，有被殺死、在攝津國病死等不同說法。
1. 《言經卿記》